# Tárápur
Tárápur (maráthsky तारापुर, anglicky Tarapur) je město v Maháráštře, jednom z indických svazových států. K roku 2011 mělo bezmála sedm tisíc obyvatel.

## Poloha a doprava
Tárápur leží na pobřeží Arabského moře přibližně 45 kilometrů severně od Vasai–Viráru.
Nejbližší větší město je Boisar několik metrů jihovýchodně, kam zajíždí příměstské vlaky z Bombaje.

## Hospodářství
Jedná se o průmyslové město významné zdejší jadernou elektrárnou, která je nejstarší nejen v Indii, ale i v celé Asii.